# Jörg-Henle-Preis für Literaturkritik
Der Jörg-Henle-Preis für Literaturkritik (bis 2017 Berliner Preis für Literaturkritik) wurde 2003 von Jörg A. Henle gestiftet. Alle zwei Jahre wird er für „vorbildliche Leistungen der deutschsprachigen Literaturkritik“ verliehen.
Die mit 10.000 Euro dotierte Auszeichnung wird jeweils im Herbst im Literarischen Colloquium Berlin verliehen. Seit dem Tod des Stifters im September 2019 wird der Preis unter neuem Namen von Ginka Tscholakowa-Henle fortgeführt.
Der Jury gehören derzeit Kerstin Hensel, Ute Büsing, Anja Quickert, Florian Höllerer und Ulrich Janetzki an.

## Preisträger
- 2003: Andrea Köhler
- 2005: Ursula März
- 2007: Ijoma Mangold
- 2009: Stefan Zweifel
- 2011: Joseph Hanimann[2]
- 2013: Lothar Müller
- 2015: Daniela Strigl
- 2017: Tobias Lehmkuhl
- 2019: Jutta Person[3]
- 2021: Katharina Teutsch[4]
- 2023: Marlen Hobrack[5]